# Cónidas
Cónidas (en griego Κοννίδας) fue, en la mitología griega, un preceptor del héroe Teseo en la ciudad de Trecén, en la corte del rey Piteo. Dio a luz Etra un hijo, y unos afirman que al punto recibió el nombre de Teseo, por la exposición de los objetos de reconocimiento, pero otros que más tarde, en Atenas, cuando Egeo lo adoptó como hijo. Criado a cargo de Piteo, tuvo un preceptor y pedagogo llamado Cónidas, a quien hasta hoy los atenienses sacrifican un carnero en la víspera de las Teseas, guardándole así memoria y honrándolo mucho más justamente de lo que honran a Silanión y Parrasio, que fueron pintores y escultores de imágenes de Teseo.